# ورنر یرنستروم
ورنر یرنستروم (انگلیسی: Werner Jernström; ۵ ژانویهٔ ۱۸۸۳ – ۲۹ آوریل ۱۹۳۰) ورزشکار ورزش تیراندازی اهل سوئد بود.
وی در مسابقات کشوری و بین‌المللی در مجموع برندهٔ ۱ مدال برنز شده‌است.